# Ołeksandr Szumski

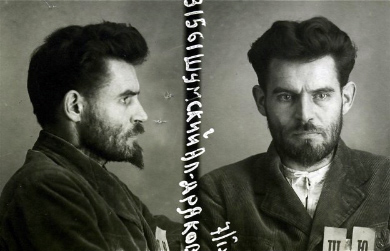
Ołeksandr Szumski po aresztowaniu przez OGPU 1933

Ołeksandr Jakowycz Szumski (ukr. Олександр Якович Шумський, ur. 20 listopada?/2 grudnia 1890 we wsi Borowa Rudnia, zm. 18 września 1946 roku w drodze z Saratowa do Kijowa) – ukraiński polityk komunistyczny, poseł USRR w Warszawie (1921–1924) oraz ludowy komisarz oświaty USRR (1919, 1924–1927), zwolennik polityki ukrainizacji. 

## Życiorys
Urodził się w zubożałej rodzinie leśniczego Jakowa i Ewy Szumskich herbu Jastrzębiec. Od 1908 roku zaangażowany w działalność Ukraińskiej Partii Socjalistycznej. Jako przedstawiciel Ukraińskiej Partii Socjalistów-Rewolucjonistów wchodził w skład Ukraińskiej Centralnej Rady w 1918 roku. Opowiadał się za współpracą eserowców z bolszewikami, wkrótce znalazł się wśród założycieli frakcji borotbistów w Ukraińskiej Partii Socjalistów-Rewolucjonistów. 
Od 1919 do 1920 roku działał w Ukraińskiej Partii Komunistów (UKP), później wraz z jej probolszewickimi działaczami wszedł w skład KP(b)U, jednak opowiadał się za znaczną autonomią Ukrainy w stosunku do Rosji. Sprawował urząd komisarza ludowego oświaty (1919) oraz spraw wewnętrznych (1920) w rządzie Chrystiana Rakowskiego, a w 1921 roku był posłem Ukraińskiej SRR w Warszawie. Po powrocie z placówki redagował Czerwonyj szlach, kierował również wydziałem propagandy i agitacji KP(b)U. Od 29 września 1924 do 2 lutego 1927 roku znów sprawował urząd komisarza ludowego oświaty USRR, opowiadał się polityką ukrainizacji. 
W rozmowie ze Stalinem w październiku 1925 roku opowiedział się za usunięciem Łazara Kaganowicza ze stanowiska I sekretarza KP(b)U. Nie spotkało się to jednak ze zrozumieniem Stalina, który w liście Do Towarzysza Kaganowicza i innych członków Politbiura KC KP(b)U z 26 kwietnia 1926 roku oskarżył Szumskiego o „szerzenie nastrojów antyrosyjskich na Ukrainie”. Od jego nazwiska ukuto określenie „szumskizm”, będące synonimem odchylenia nacjonalistycznego w USRR. W czerwcu 1926 roku złożył samokrytykę. W lutym 1927 odwołany ze stanowiska komisarza oświaty i przeniesiony na drugorzędne stanowisko w związkach zawodowych do Moskwy. 
Aresztowany 13 maja 1933 roku przez OGPU pod zarzutem przynależności do Ukraińskiej Organizacji Wojskowej (УВО) (mistyfikacja OGPU) i skazany na dziesięć lat łagru. Karę w latach 1933–1935 odbywał w SŁON na Sołowkach, następnie resztę kary zamieniono na zesłanie do Krasnojarska. W latach 1937–1939 ponownie aresztowany przez NKWD, w śledztwie, ostatecznie zwolniony. Po zakończeniu wyroku w 1943 roku, pozostał w Krasnojarsku, domagając się rehabilitacji przez Sąd Najwyższy ZSRR. 18 września 1946 roku został jednak zamordowany przez MGB na osobiste polecenie Stalina i Kaganowicza. Zabójstwa dokonała zastrzykiem trucizny grupa specjalna pod dowództwem Pawła Sudopłatowa, w wagonie sypialnym pociągu w drodze z Saratowa do Kijowa.